# Regentschap (Indonesië)

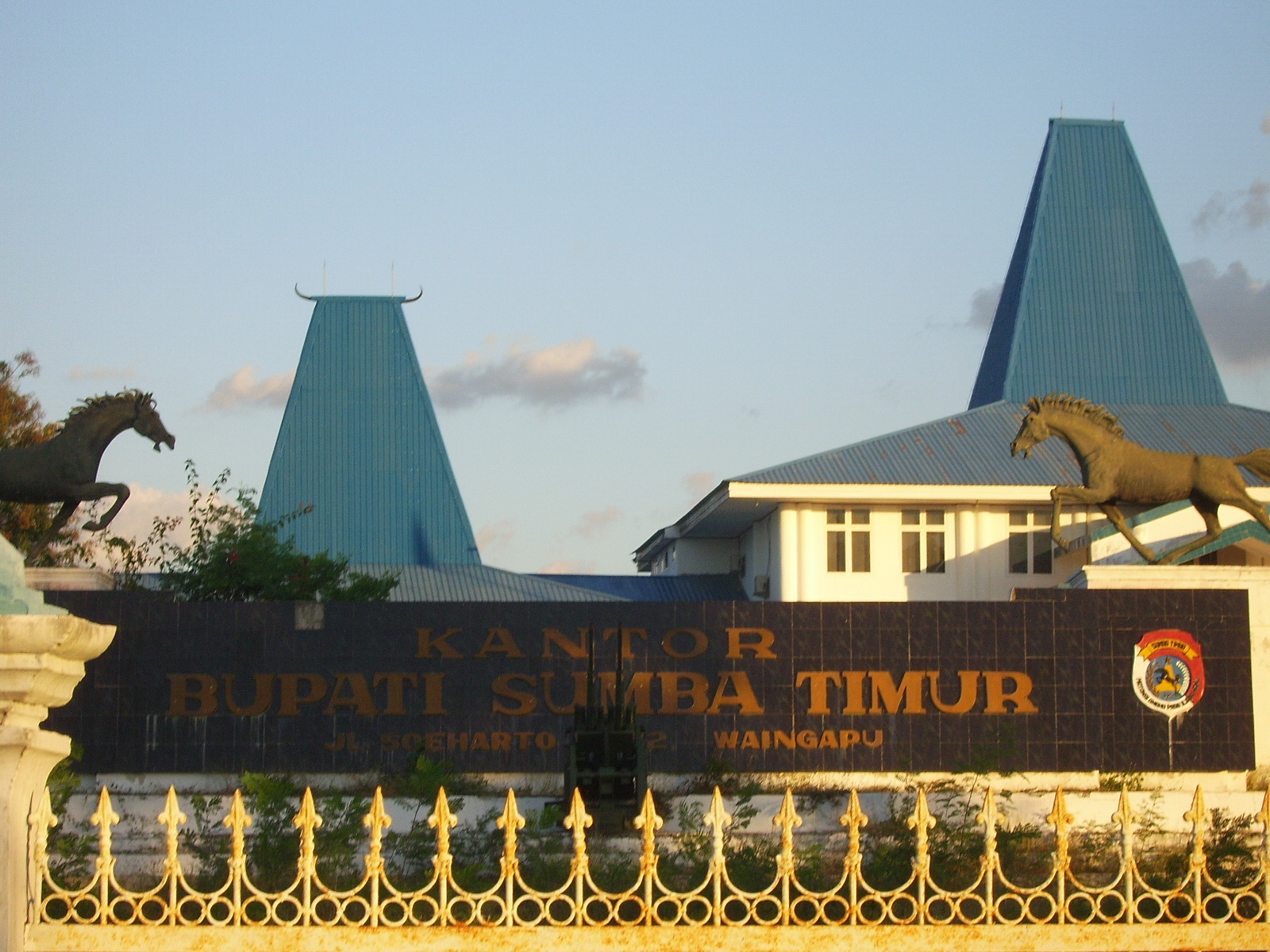
Kantoor van de regent (bupati) van Oost-Sumba in Waingapu op Sumba (2007)

Het Indonesisch regentschap (Indonesisch: kapubaten) is een regionale bestuurslaag binnen de bestuursstructuur van Indonesië die gesitueerd is tussen de provincie (provinsi of propinsi) en het onderdistrict (kecamatan). Een regentschap kan ook beschouwd worden als de landelijke tegenhanger van de Indonesische stedelijke kota (otonom) (een stadsgemeente, vroeger kotamadya genoemd).
Een regentschap wordt geleid door een regent. In het Indonesisch wordt deze bupati genoemd. Het Indonesische woord bupati is afkomstig van het Sanskriet bhūpati, dat oorspronkelijk koning betekende.